# Bahman Ghobadi
Bahman Ghobadi (en persan : بهمن قبادی, en kurde : Behmen Qubadî) (né le 1er février 1969  à Baneh, dans le Kurdistan iranien) est un réalisateur, acteur, et scénariste kurde iranien.

## Biographie
Bahman Ghobadi commence dans le monde du cinéma par la réalisation de courts métrages, se formant dans un centre pour les jeunes dans le but de faire carrière dans l'audiovisuel. Il obtient un Bachelor of Art à l'Iranian Broadcasting College et continue à réaliser des courts métrages en 8 mm, Betacam et 16 mm.
Il est un temps assistant d'Abbas Kiarostami pour Le vent nous emportera, ainsi qu'acteur dans Le tableau noir de Samira Makhmalbaf .
Il tourne une dizaine de courts métrages entre 1995 et 1999. Ses efforts sont récompensés par de nombreux prix dans des festivals internationaux dont le Prix spécial du jury du Festival de Clermont-Ferrand pour Vivre dans le brouillard.
En 1999, il réalise son premier long métrage : Un temps pour l'ivresse des chevaux, qui évoque la rudesse de la vie rurale dans le Kurdistan iranien. Son film est récompensé par la Caméra d'or au Festival de Cannes 2000. En 2002, il tourne Les chants du pays de ma mère qui fait partie de la sélection Un certain regard au Festival de Cannes 2002; cette même année, il fait partie du jury de la Caméra d'or. Il obtient la Coquille d'or du Festival de Saint-Sébastien pour Les tortues volent aussi en 2004 et Demi-lune en 2006, deux longs métrages dans la même lignée que ses précédentes réalisations. En 2009, il reçoit le Prix spécial du jury Un certain regard lors du 62e Festival de Cannes pour Les Chats persans qui se situe dans le milieu musical underground de Téhéran.

## Filmographie

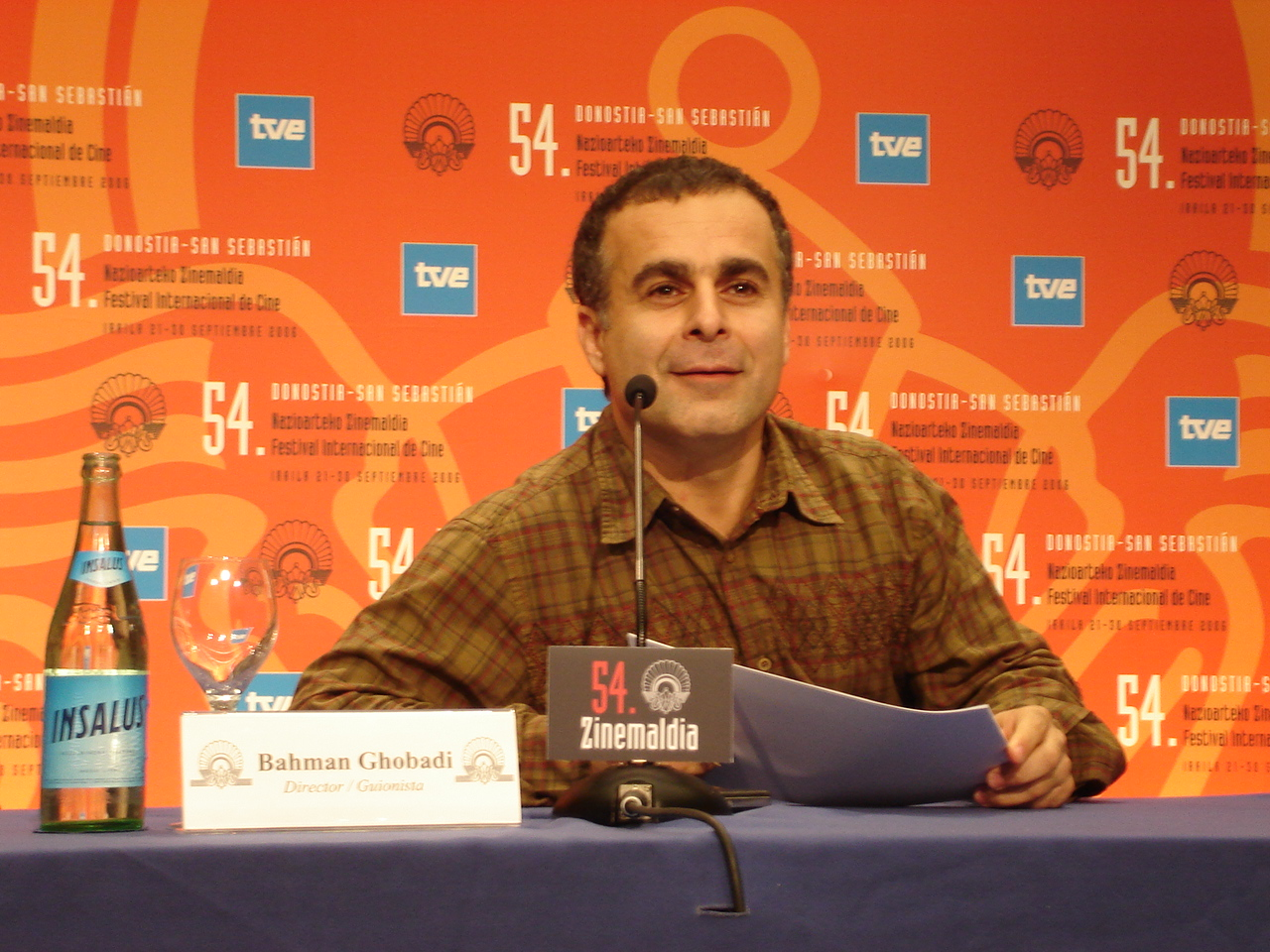
Bahman Ghobadi lors du Festival international du film de Saint-Sébastien en 2006.

### Réalisateur

#### Courts métrages
- 1990 : Golbaji
- 1990 : A Glance
- 1995 : Again Rain with Melody
- 1996 : Party
- 1996 : Like Mother
- 1996 : God's Fish
- 1996 : Notebook's Quote
- 1996 : Ding
- 1997 : Vivre dans le brouillard (documentaire)
- 1997 : The Pigeon of Nader Flew
- 1997 : Telephone Booth
- 1997 : War is Over (documentaire)
- 1997 : Daf (documentaire)

#### Longs métrages
- 2000 : Un temps pour l'ivresse des chevaux (زمانی برای مستی اسبها, Zamāni barāye masti-ye asbhā)
- 2002 : Les Chants du pays de ma mère (گم‌گشتگی در عراق, Gomgashtei dar Aragh)
- 2003 : Daf
- 2003 : War Is Over?
- 2004 : Lakposhtha parvaz mikonand
- 2005 : Les tortues volent aussi (لاک پشت ها هم پرواز می کنند, Lakposhthâ ham parvaz mikonand)
- 2006 : Demi-lune (Niwemang)
- 2009 : Les Chats persans (کسی از گربه های ایرانی خبر نداره, Kasi az gorbehaye irani khabar nadareh)
- 2012 : La Saison des Rhinocéros (Fasle kargadan)
- 2014 : Words with Gods
- 2015 : A Flag Without a Country
- 2021 : The Four Walls
- En pré-production : 60 Seconds of Us

### Acteur
- 1999 : Le vent nous emportera
- 2000 : Le Tableau noir

### Scénariste
- 2003 : Les chants du pays de ma mère
- 2005 : Les tortues volent aussi
- 2006 : Demi-lune (Niwemang)
- 2009 : Les Chats persans

### Producteur
- 2003 : Les chants du pays de ma mère
- 2005 : Les tortues volent aussi
- 2006 : Demi-lune (Niwemang)
- 2009 : Les Chats persans

## Distinctions

### Récompenses
- 2000 : Caméra d'or au Festival de Cannes pour Un temps pour l'ivresse des chevaux
- 2004 : Coquille d'or au Festival de Saint-Sébastien pour Les tortues volent aussi
- 2006 : Coquille d'or au Festival de Saint-Sébastien pour Demi-lune
- 2009 : Prix spécial du jury Un certain regard au Festival de Cannes pour Les Chats persans